# Uzwojenie górne
Uzwojenie górne – uzwojenie transformatora, o wyższym napięciu. Odpowiednio, to napięcie nazywane jest napięciem górnym, a prąd płynący w takim uzwojeniu prądem górnym.
Ze względu na rodzaj transformatora (transformator podwyższający lub transformator obniżający) uzwojenie górne może być uzwojeniem pierwotnym lub wtórnym.